# Instituto de las Naciones Unidas para Formación Profesional e Investigaciones
El Instituto de las Naciones Unidas para la Formación Profesional y la Investigación (UNITAR) es una institución del sistema de las Naciones Unidas dedicada a la capacitación. UNITAR ofrece actividades de capacitación y desarrollo para ayudar principalmente a los países en desarrollo, prestando especial atención a los Países Menos Desarrollados (PMD), los Pequeños Estados Insulares en Desarrollo (PEID) y otros grupos y comunidades más vulnerables, incluyendo los que se encuentran en situaciones de conflicto.
Las funciones principales de UNITAR incluyen:
- Proporcionar soluciones de aprendizaje de alta calidad para abordar las necesidades de desarrollo de capacidades de individuos, organizaciones e instituciones;
- Asesorar y apoyar a los gobiernos, las Naciones Unidas y otros asociados con los servicios de conocimiento, incluyendo los que se basan en la tecnología;
- Facilitar el intercambio de conocimientos y experiencias a través de redes y procesos innovadores;
- Integrar estrategias innovadoras, enfoques y metodologías en nuestros productos y servicios de aprendizaje y conocimiento relacionados.

UNITAR también lleva a cabo investigaciones sobre enfoques, métodos y herramientas de aprendizaje innovadores, así como investigaciones aplicadas para abordar cuestiones críticas, como la reducción del riesgo de desastres (RRD) y las emergencias humanitarias.

## Hechos
- 1963: creación de UNITAR como la institución de las Naciones Unidas dedicada a la capacitación
- Cerca de 133,420 participantes por año
- Cerca de 670 actividades relacionadas con la capacitación por año
- Sede en Ginebra (Suiza)[2] con oficinas en la ciudad de Nueva York (EE. UU.),[3] Hiroshima (Japón),[4] Bonn (Alemania);[5] oficinas de proyectos en Port Harcourt (Nigeria), Yuba (Sudán del Sur); y centros UNITAR-UNOSAT en Bangkok (Tailandia) y Nairobi (Kenia)
- 25 centros de capacitación asociados (CIFAL)
- Alrededor de 220 empleados y colaboradores.

## Historia
La idea de un instituto de capacitación e investigación de las Naciones Unidas se mencionó por primera vez en una resolución de 1962 de la Asamblea General de las Naciones Unidas. UNITAR fue fundado en 1963, siguiendo la recomendación del Consejo Económico y Social de la Asamblea General, que encomendó el Secretario General al establecimiento de un Instituto de las Naciones Unidas para la Formación Profesional y las Investigaciones como organismo autónomo dentro del sistema de las Naciones Unidas. La creación del UNITAR coincidió con la incorporación de 36 Estados desde 1960, incluyendo 28 Estados africanos a la ONU. La oleada sin precedentes de descolonización creó una necesidad crítica de asistencia, ya que muchos de los Estados recién independizados carecían de la capacidad de formar a sus jóvenes diplomáticos. Formado por sus primeros cuatro Directores Ejecutivos originalmente de Estados africanos recién independizados, la visión de capacitación del Instituto se desarrolló teniendo en cuenta las mismas necesidades y prioridades de los países receptores. UNITAR comenzó a funcionar en marzo de 1965. Originalmente, el Instituto tenía su sede en Nueva York. En 1993, la sede de UNITAR se transfirió a Ginebra (Suiza).

## Gobernanza

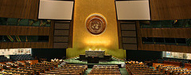
UN Asamblea General 20-11-2009

Operado como un organismo autónomo dentro del sistema de las Naciones Unidas, UNITAR está dirigido por un Director Ejecutivo y regido por un Consejo Directivo. El Director Ejecutivo y los miembros del Consejo Directivo son nombrados por el Secretario General de las Naciones Unidas.
Directores Ejecutivos de UNITAR:
| Michelle Gyles-McDonnough | Jamaica       | 2025-presente |
| Nikhil Seth               | India         | 2015-2025     |
| Sally Fegan-Wyles         | Irlanda       | 2012-2015     |
| Carlos Lopes              | Guinea-Bissau | 2007-2012     |
| Marcel André Boisard      | Suiza         | 1992-2007     |
| Michel Doo-Kingué         | Camerún       | 1983 – 1992   |
| Davidson Nicol            | Sierra Leone  | 1972 – 1982   |
| S.O. Adebo                | Nigeria       | 1969 – 1972   |
| Gabriel d’Arboussier      | Senegal       | 1965 - 1967   |

## Fondos
El UNITAR es una organización basada en proyectos y no recibe fondos del presupuesto ordinario de las Naciones Unidas. El Instituto se financia íntegramente con contribuciones voluntarias, principalmente de los Estados miembros de las Naciones Unidas, otros organismos de las Naciones Unidas, organizaciones internacionales e intergubernamentales, ONG y el sector privado.

## Oficinas
La sede principal de UNITAR se encuentra en Ginebra (Suiza) y se complementa con tres oficinas ubicadas en Nueva York (EE. UU.), Hiroshima (Japón) y Bonn (Alemania); dos oficinas de proyectos en Yuba (Sudán del Sur) y Port Harcourt (Nigeria); y dos centros UNITAR-UNOSAT en Bangkok (Tailandia) y Nairobi (Kenia). 
UNITAR también brinda capacitación a través de su red global CIFAL (Centro Internacional de Formación de Autoridades y Líderes) compuesta por 25 centros de capacitación internacionales asociados. Estos centros CIFAL se encuentran en Asia, África, Australia, Europa, América y el Caribe.

## Áreas de trabajo
UNITAR tiene experiencia en capacitación en diplomacia multilateral, prevención de conflictos y pacificación, mantenimiento de la paz, adaptación al cambio climático, economía verde, gobernanza ambiental, gestión de desechos químicos, gobernanza local, así como finanzas públicas y comercio, y apoyo a la coherencia para la Agenda 2030 entre otros. El UNITAR también sirve como centro de investigación para la innovación de sistemas de conocimiento y la aplicación de imágenes  de satélites a situaciones humanitarias, de conflicto o de desastres, a través del UNOSAT, el Centro Satelital de las Naciones Unidas.
El trabajo del Instituto se organiza bajo cinco pilares:
1. Promover Paz, justicia y sociedades inclusivas (Paz)
2. Prosperidad a través del crecimiento económico sostenible (Prosperidad)
3. Personas e inclusión social (Personas)
4. Planeta, protección y restauración del medio ambiente y cambio climático (Planeta)
5. Optimizar el uso de tecnología y apoyar la coherencia para la Agenda 2030 (Conocimiento y experiencia interdisciplinario)

## Funciones
- Llevar a cabo programas de capacitación en diplomacia multilateral y cooperación internacional para diplomáticos acreditados ante las Naciones Unidas y funcionarios nacionales, cuyos trabajos estén relacionados con actividades de las Naciones Unidas.
- Realizar una amplia gama de programas de capacitación en el ámbito del desarrollo social y económico.
- Llevar a cabo investigaciones orientadas a la obtención de resultados, en particular, investigación sobre y para la formación y desarrollar materiales pedagógicos, incluidos los módulos de capacitación de aprendizaje a distancia, libros de trabajo, así como software y videos de formación.
- Establecer y fortalecer la cooperación con otras organizaciones intergubernamentales, instituciones académicas y facultades, en particular para el desarrollo de investigación sobre y para la formación.
- Llevar a cabo el Centro Satelital de las Naciones Unidas (UNOSAT), en cooperación con la Organización Europea para la Investigación Nuclear (CERN).